# Монтекассино
Монтекасси́но (итал. Montecassino) — местность в Италии, примерно в 120 километрах к юго-востоку от Рима. Здесь на скалистом холме к западу от городка Кассино расположен один из старейших и крупнейших монастырей в Европе. Отсюда и традиционное название монастыря лат. Mons Casinus, т. е. «казинская (кассинская) скала».

## История

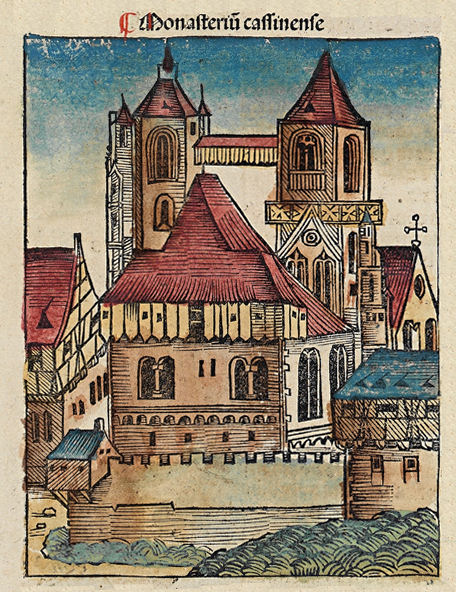
Вид аббатства Монтекассино в 1493 году. Ксилография из «Нюрнбергской хроники»

Примерно в 530 году Бенедикт Нурсийский основал здесь орден бенедиктинцев (лат. Ordo sancti Benedicti), старейший западноевропейский католический монашеский орден.
Как это часто бывало с ранними христианскими строениями, монастырь был построен на месте, где раньше находилось языческое строение. В данном случае на вершине холма находился храм Аполлона, окружённый стеной. Храм стоял над маленьким городком Кассино, население которого в основном составляли язычники, а сам город был незадолго до этого опустошён остготами.
Первое, что сделал святой Бенедикт — разбил статую Аполлона и уничтожил языческий алтарь. Своё новое место жительства он посвятил Иоанну Крестителю.
Бенедикт оставался здесь до конца своих дней. В Монтекассино он написал свой «Устав Святого Бенедикта», ставший законополагающим принципом западного монашества.
В 542 году его посетил Тотила, король остготов. В 580 году монахи монастыря переехали в Рим в связи с нашествием лангобардов, восстановлен монастырь был лишь в начале VIII века.
После расцвета Монтекассино в эпоху Каролингского возрождения, он вновь был разорён сарацинами в 883 году. Впоследствии монастырь неоднократно подвергался нашествиям, в 1030 году его захватывали норманны, а в 1230 году монахов изгнал император Фридрих II.
В VIII веке здесь был монахом и умер Павел Диакон, выходец из знатного лангобардского рода, историк лангобардов, (написавший житие Григория Великого, которое считается исторически первым житием этого папы), в XI веке — Константин Африканский, монах, врач и переводчик, познакомивший европейцев с арабской медициной.
Новый расцвет аббатства начался в XIV веке. Монтекассино стал обладателем одной из крупнейших в Европе библиотек античной и раннехристианской литературы, при нём был создан скрипторий и школа. Некоторое время здесь работал Фома Аквинский и другие выдающиеся люди средневековья. Трое аббатов монастыря стали впоследствии римскими папами — Стефан IX, Виктор III и Лев X (Медичи, сын Лоренцо Великолепного). Аббатство обладало большими земельными владениями, активно поддерживало папство в его притязаниях на господство в Европе.
В 1258 году приказом Великого Магистра ордена цистерцианцев Томмазо Берардом, уроженцем Себорги, был издан указ о переходе княжества Себорга под эгиду аббатства и до 1579 года монахи — воины этого аббатства управляли этой страной, пока приказом Святого Престола не были переведены на остров Св. Гонората для защиты его от турецких кораблей.
С X века монастырю Монтекассино принадлежала территория Понтекорво (Pontecorvo) в Южной Италии с центром в одноимённом городе. С XV века она передана Папской области.

## Архитектура

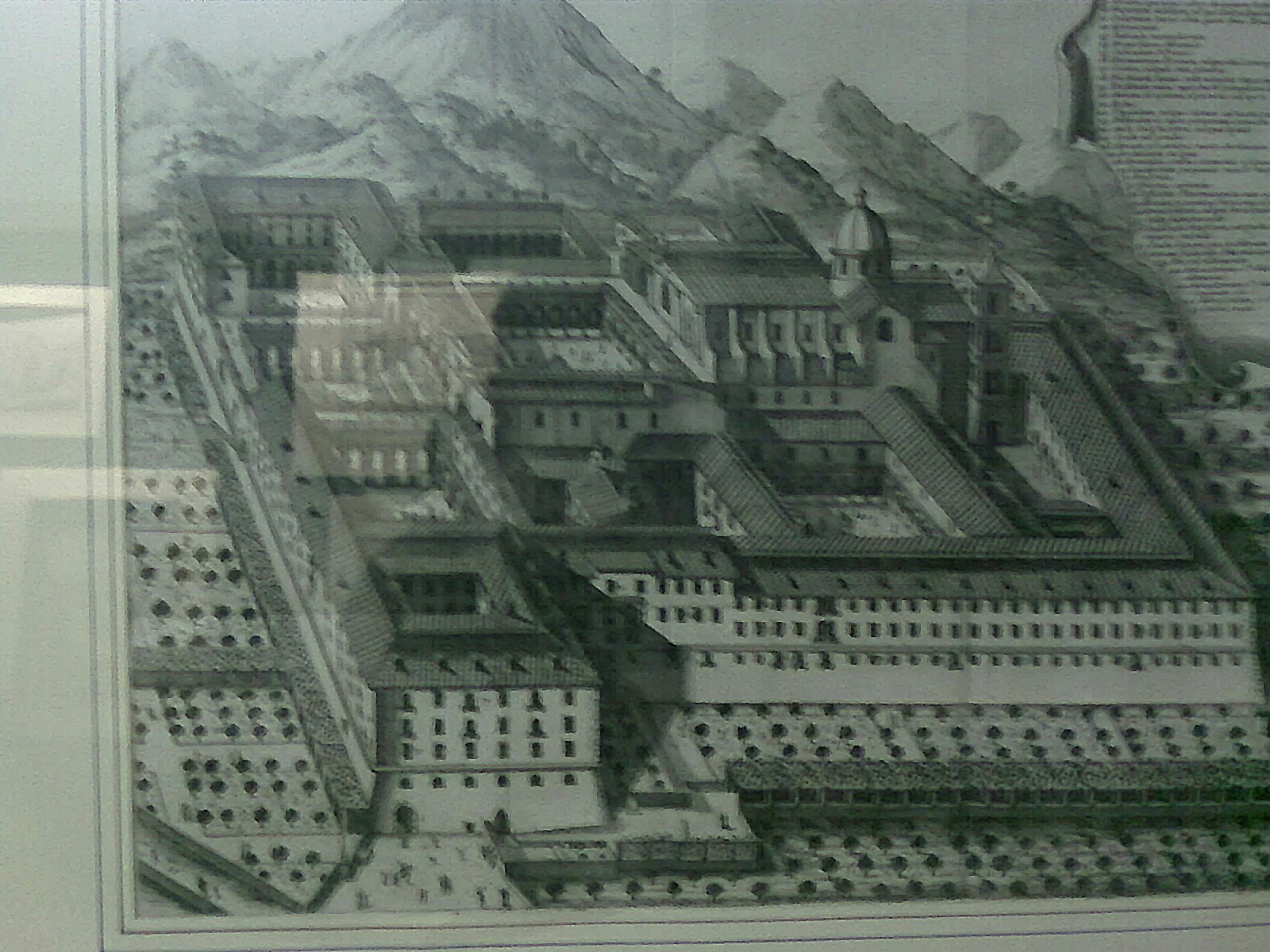
Гравюра XVII века с изображением монастыря

Разрушенный землетрясением в 1349 году, монастырь был вновь восстановлен в 1366 году, однако свой современный вид он принял только в XVII веке, когда аббатство стало хрестоматийным примером неаполитанского барокко. Правильная архитектура и гармоничное расположение дополняют и роскошные интерьеры, оформленные работами таких художников, как Лука Джордано, Франческо Солимена, Франческо де Мура, Джованни де Маттеис. В период с 1930 по 1943 год к монастырю была проведена большая канатная дорога. Именно она стала одной из причин разрушения Кассино во время Второй мировой войны.

## Вторая мировая война

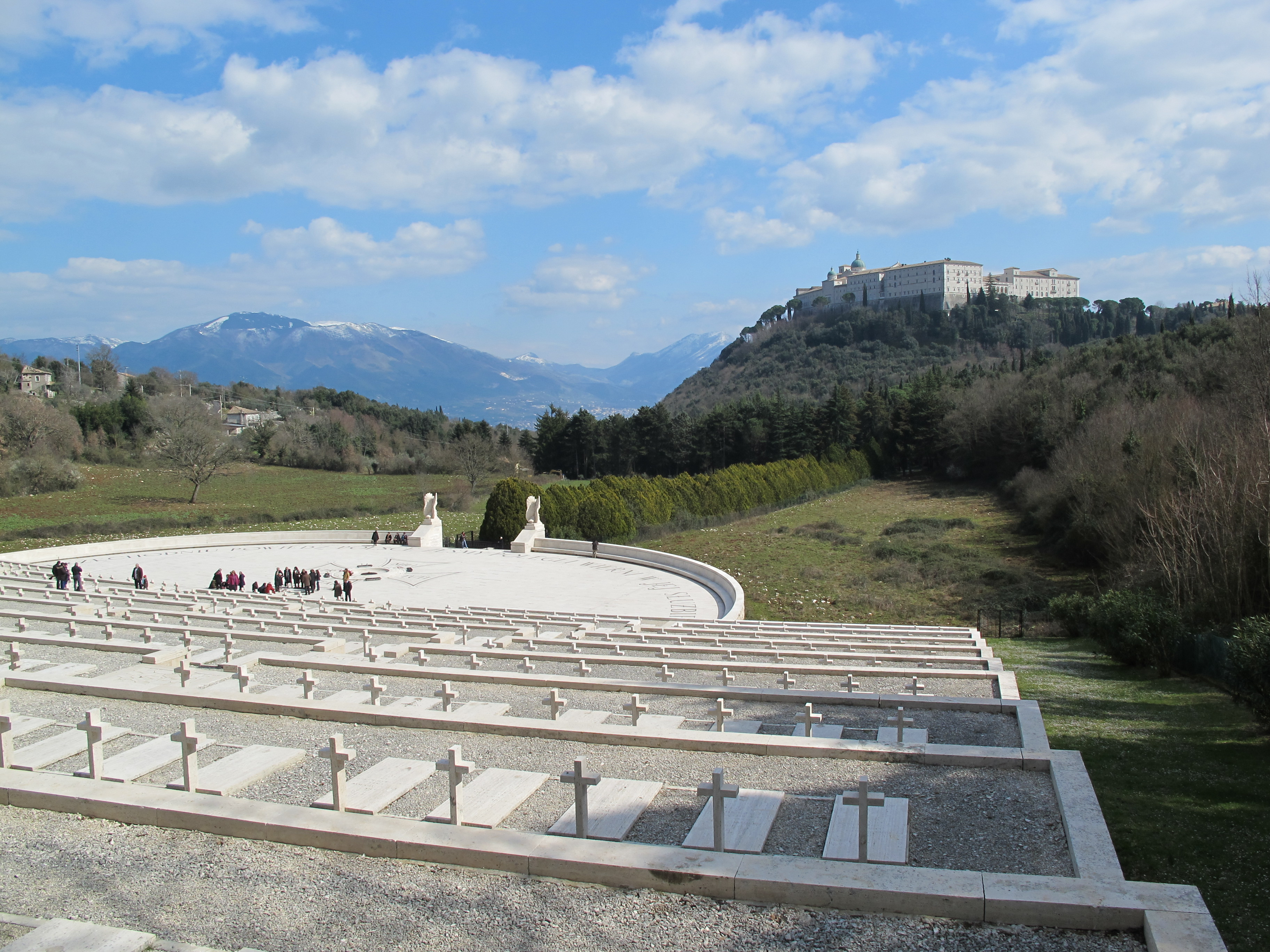
Вид монастыря с польского военного кладбища

8 сентября 1943 года Италия капитулировала, новое правительство Бадольо объявило 13 октября Германии войну. Войну на втором фронте европейского театра военных действий вели части немецкой 10-й армии под командованием фон Генриха фон Фитингофа (нем. von Vietinghof). В конце 1943 года гора была превращена немцами в центральный пункт укреплённой линии, защищавшей подступы к Риму.
Гора и одноимённое поселение рассматривались немецким командованием как ключевая позиция оборонительной линии «Густав» (нем. Gustav). Против неё действовали американские, британские части и подразделения французского экспедиционного корпуса. Фронтальная атака новозеландского корпуса на гору по тактическим соображениям требовала предварительной бомбардировки, поэтому 15 февраля 1944 года 142 «Летающие крепости» и 87 других самолётов превратили монастырь в руины. При этом нет достоверных сведений, что до или во время бомбардировки в монастыре были немецкие солдаты (это было лишь предположением американского командования).
С января по май 1944 года здесь шли ожесточённые бои, в ходе которых немцы несколько раз отбивали атаки противника. Погибло более 20 тысяч немецких солдат и офицеров и около 50 тысяч бойцов войск Антигитлеровской коалиции, монастырь был полностью разрушен ударами американской и британской авиации. В боях под Монтекассино особо отличился смелостью и храбростью (в составе британских вооружённых сил) 2-й польский корпус под командованием генерала Владислава Андерса.
В ходе боёв древнее аббатство Монте-Кассино, где Бенедикт Нурсийский сформулировал каноны западного монашества, было полностью разрушено (хотя это был не первый случай разрушения данного монастыря и после разрушения сарацинами, его захватывали по меньшей мере, ещё дважды, причём один раз монастырь брала армия Наполеона). До начала сражений немецкий генерал-полковник Юлиус Шлегель организовал эвакуацию монастырской библиотеки (состоящей из приблизительно 1200 документов и книг, включающих в себя манускрипты Цицерона, Горация, Вергилия и Сенеки) и других художественных ценностей (включающих в себя работы Тициана, Тинторетто, Гирландайо и Леонардо да Винчи) в Ватикан, чтобы спасти все эти ценности от возможного уничтожения.
Монастырь был восстановлен после войны на государственные деньги Италии и вновь освящён только в 1964 году.

## Современное состояние
Монтекассино — действующий бенедиктинский монастырь, имеет статус территориального аббатства, подчинённого Святому Престолу. В его юрисдикции находились 53 прихода, но в 2014 году по motu proprio папы Франциска они были переданы в состав епархии Сора-Кассино-Аквино-Понтекорво.
Известным исследователем Монтекассино являлся гарвардский профессор Герберт Блох.